# Lontra, Minas Gerais
Lontra este un oraș în Minas Gerais (MG), Brazilia.